# 旗鬚沙蠶
旗鬚沙蠶（學名：Nereis vexillosa），是沙蠶科沙蠶屬的一種分節蠕蟲。其外表通常為鮮艷的綠色，體長可達30厘米。

## 棲息地
旗鬚沙蠶通常棲息在潮間帶和淺水海域的沙子或岩石地帶。

## 分佈
它主要分佈於太平洋，從西伯利亞東部到北美西部的加利福尼亞州聖巴巴拉以南，也曾在南部非洲發現過。
1. ↑  Fauchald, Kristian. . WoRMS. 2013  [2013-05-17].